# São Miguel de Machede
São Miguel de Machede es una freguesia portuguesa del concelho de Évora, con 81,53 km² de superficie y  habitantes (2001). Su densidad de población es de 12,1 hab/km².